# 韓国民俗村
韓国民俗村（かんこくみんぞくむら）は韓国京畿道龍仁市器興区に位置する野外博物館。敷地面積は約30万坪。1974年10月3日に開館。
住居をはじめ、韓国の伝統的な生活や文化の展示をしている。また、敷地内には遊園地、美術館、彫刻庭園、韓国民俗館、世界中の伝統的な生活様式を紹介する世界民俗館もある。
韓国の伝統舞踊、馬術、結婚式などが行われることもある。また、「アラン使徒伝」「太陽を抱く月」「宮廷女官チャングムの誓い」「星から来たあなた」「トキメキ☆成均館スキャンダル」「トンイ」などテレビドラマの撮影でも使用された。

## ギャラリー

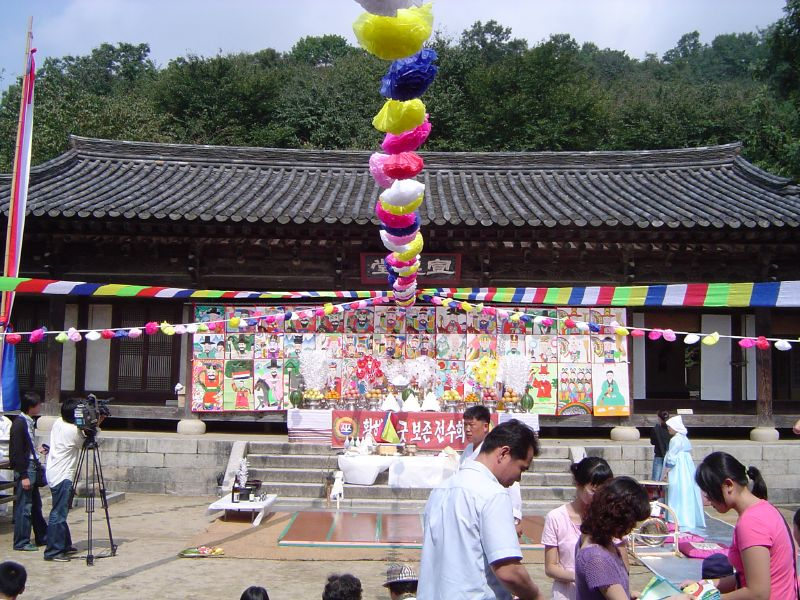
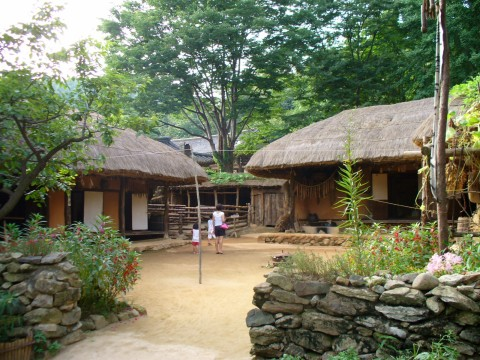
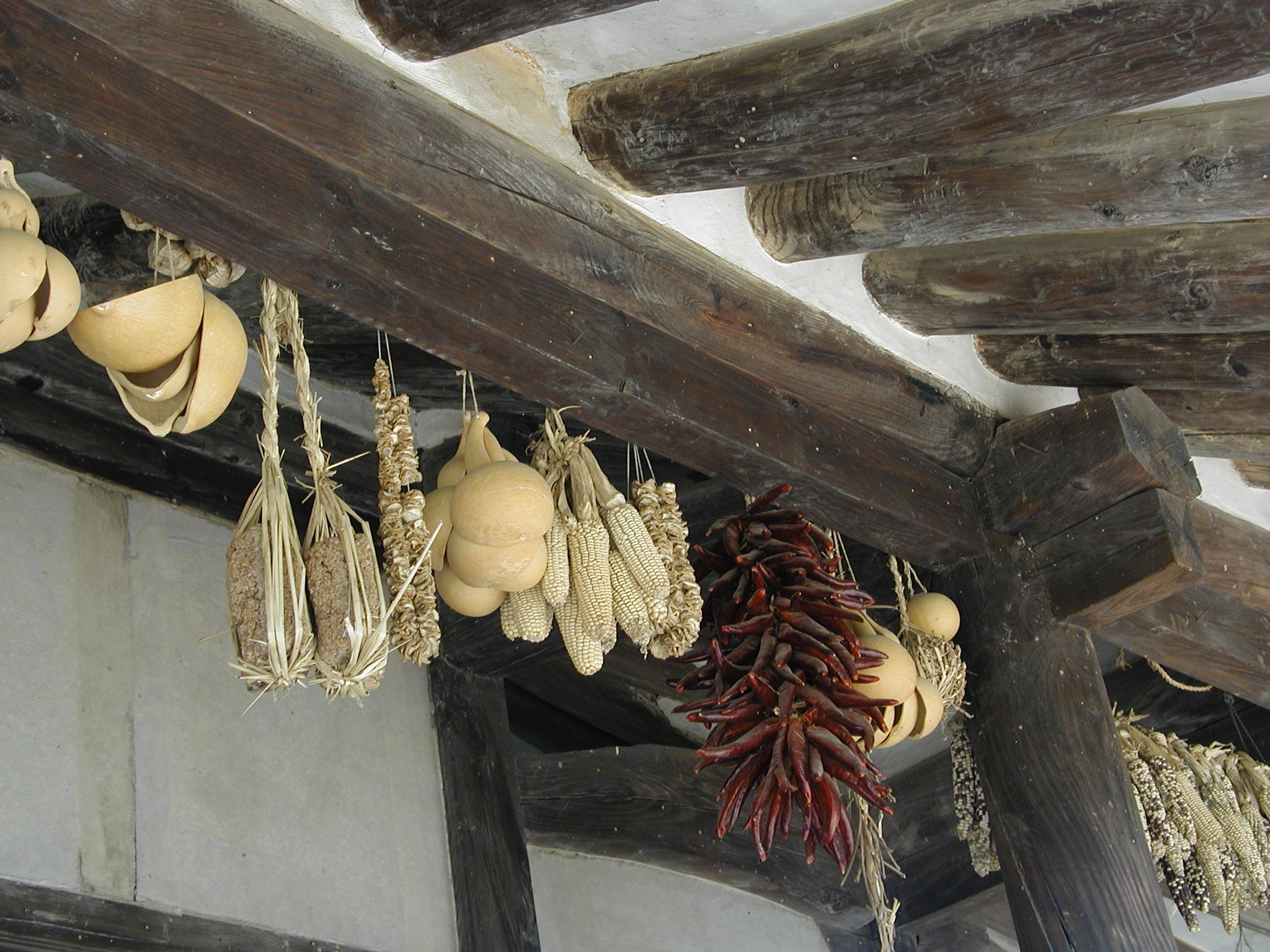
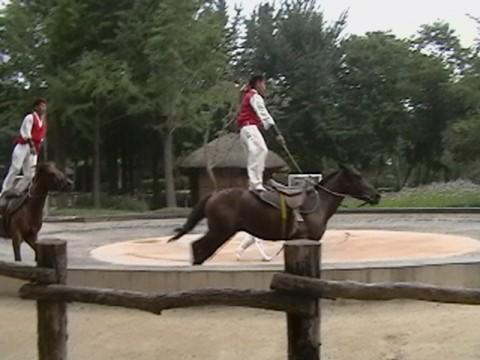
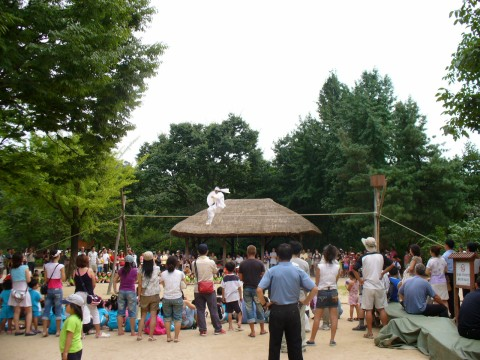
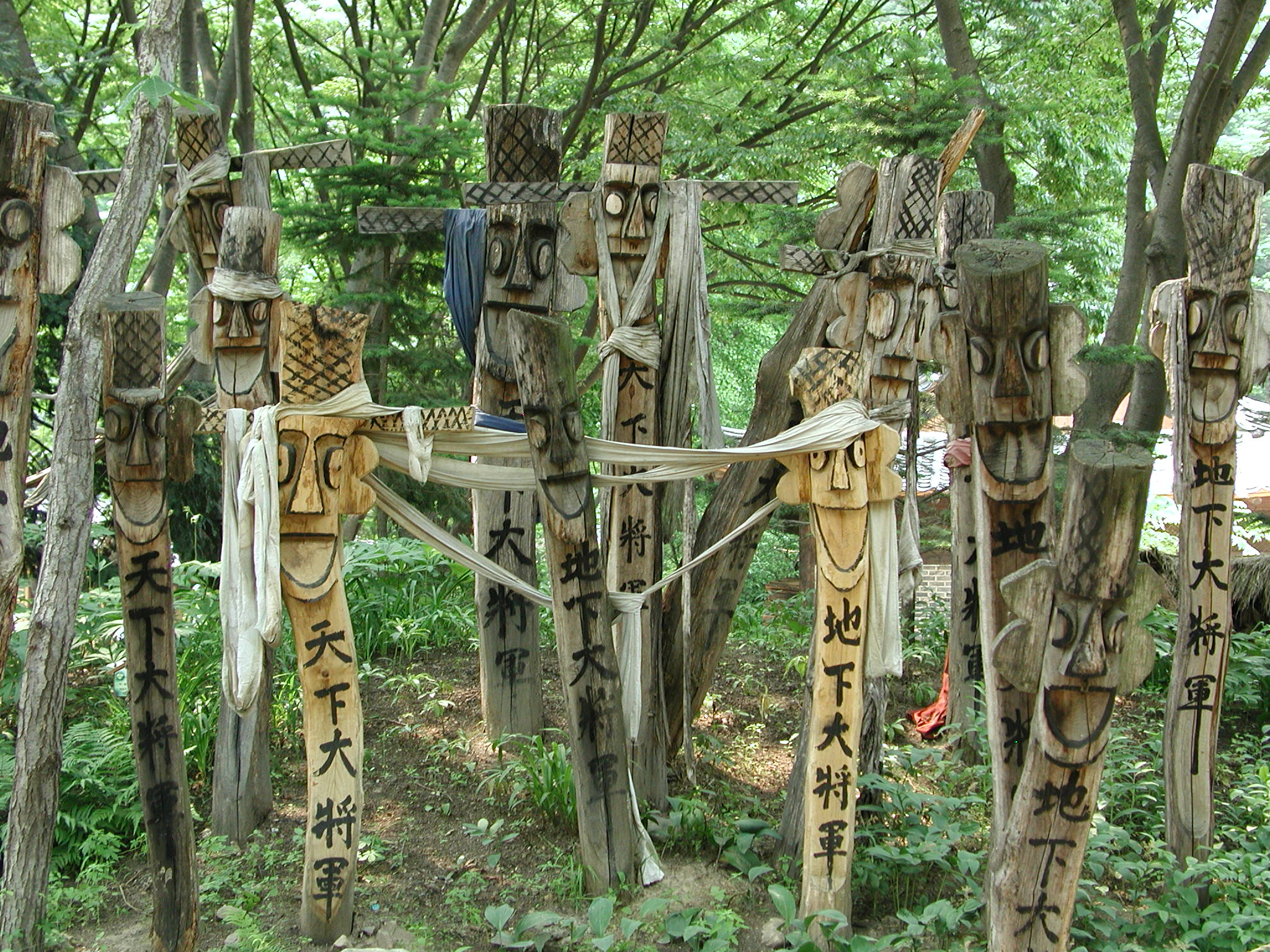
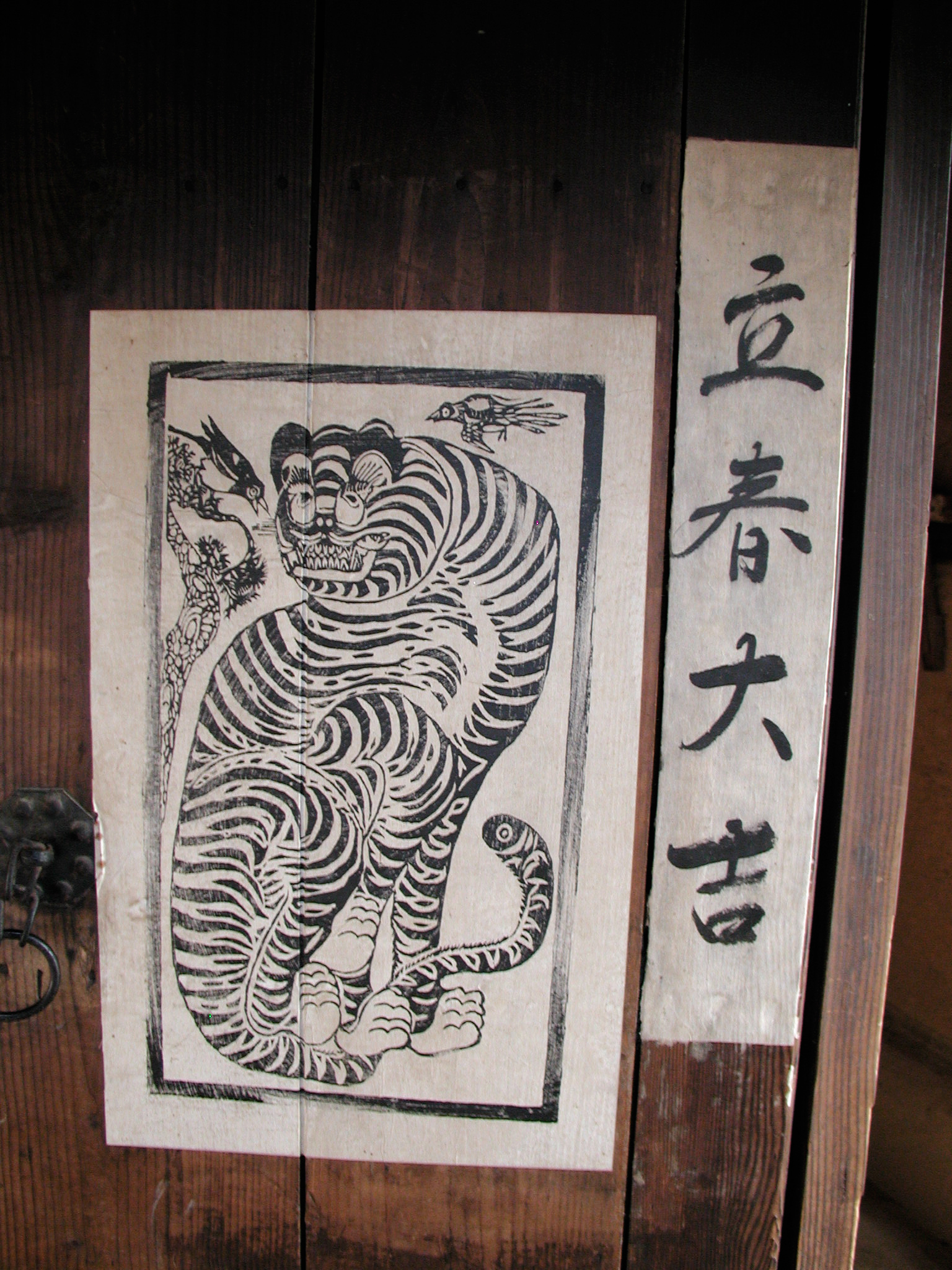
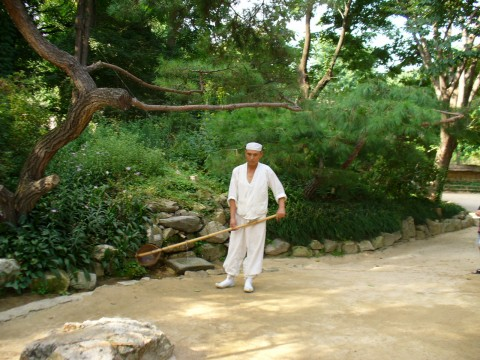
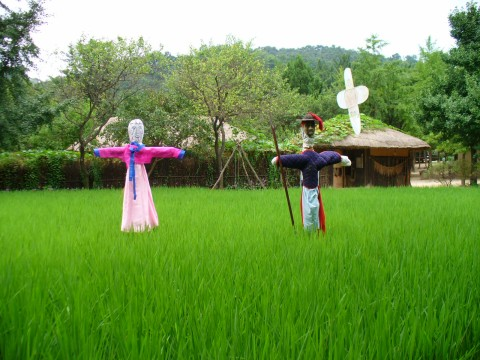
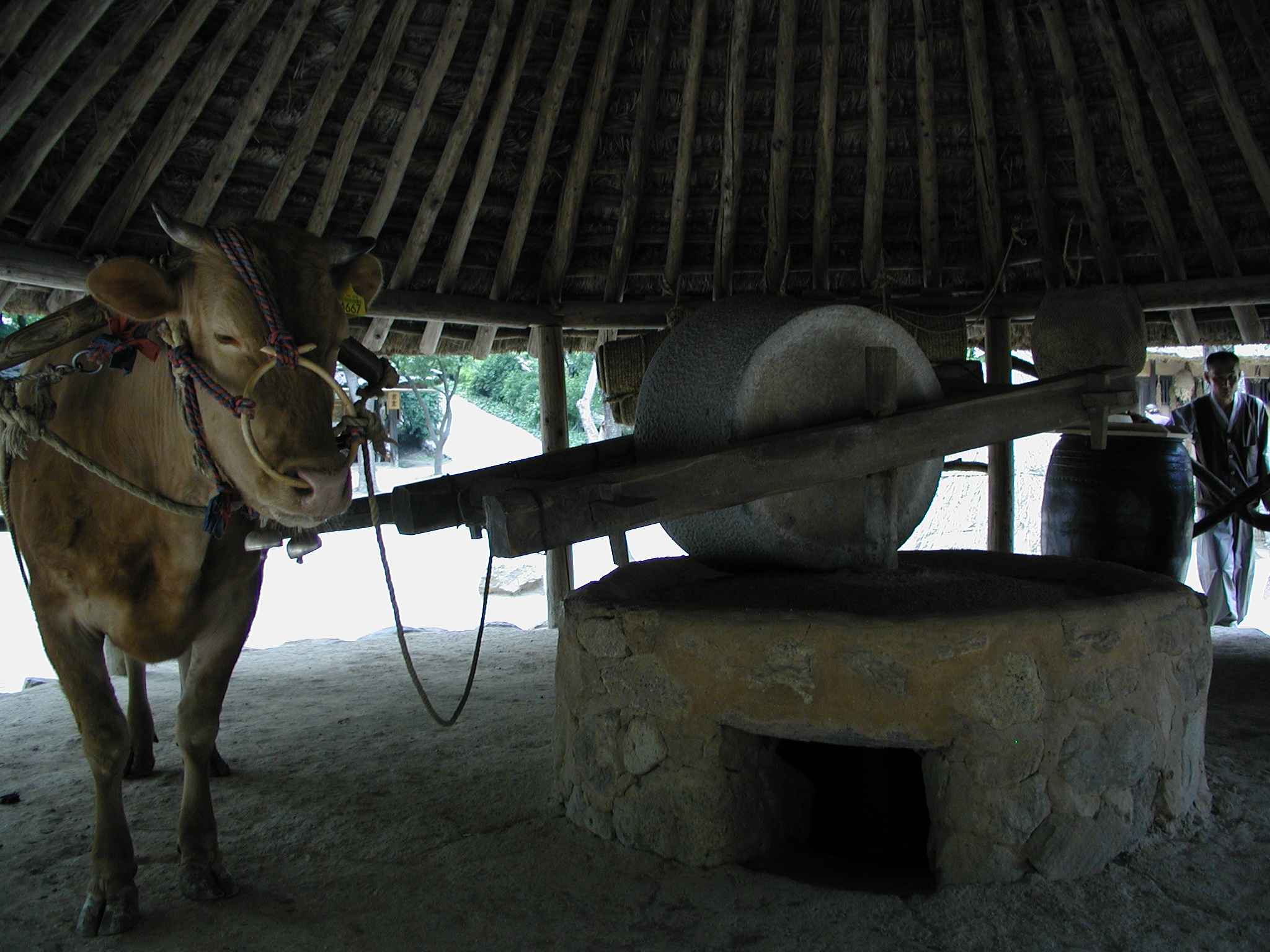
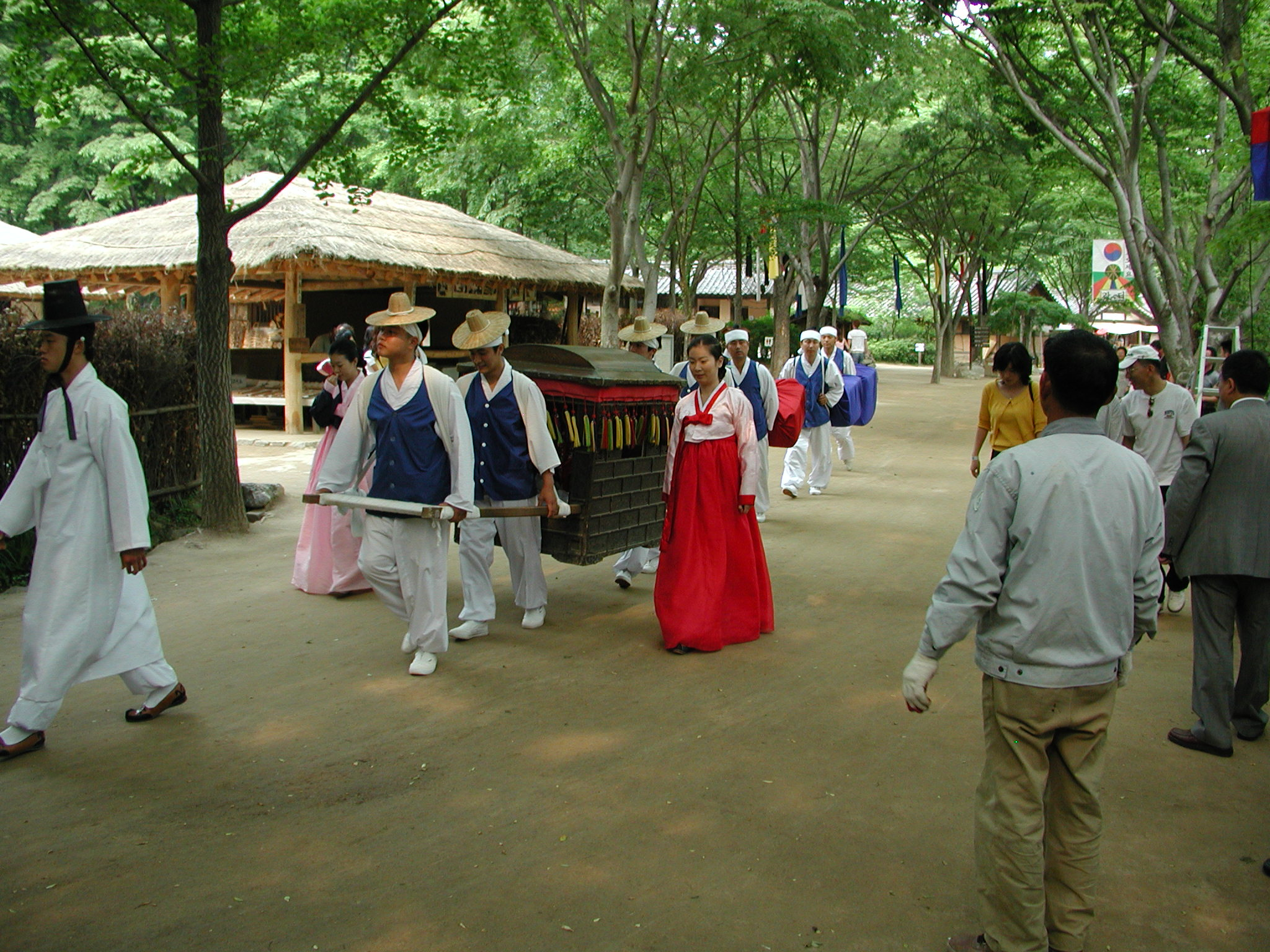
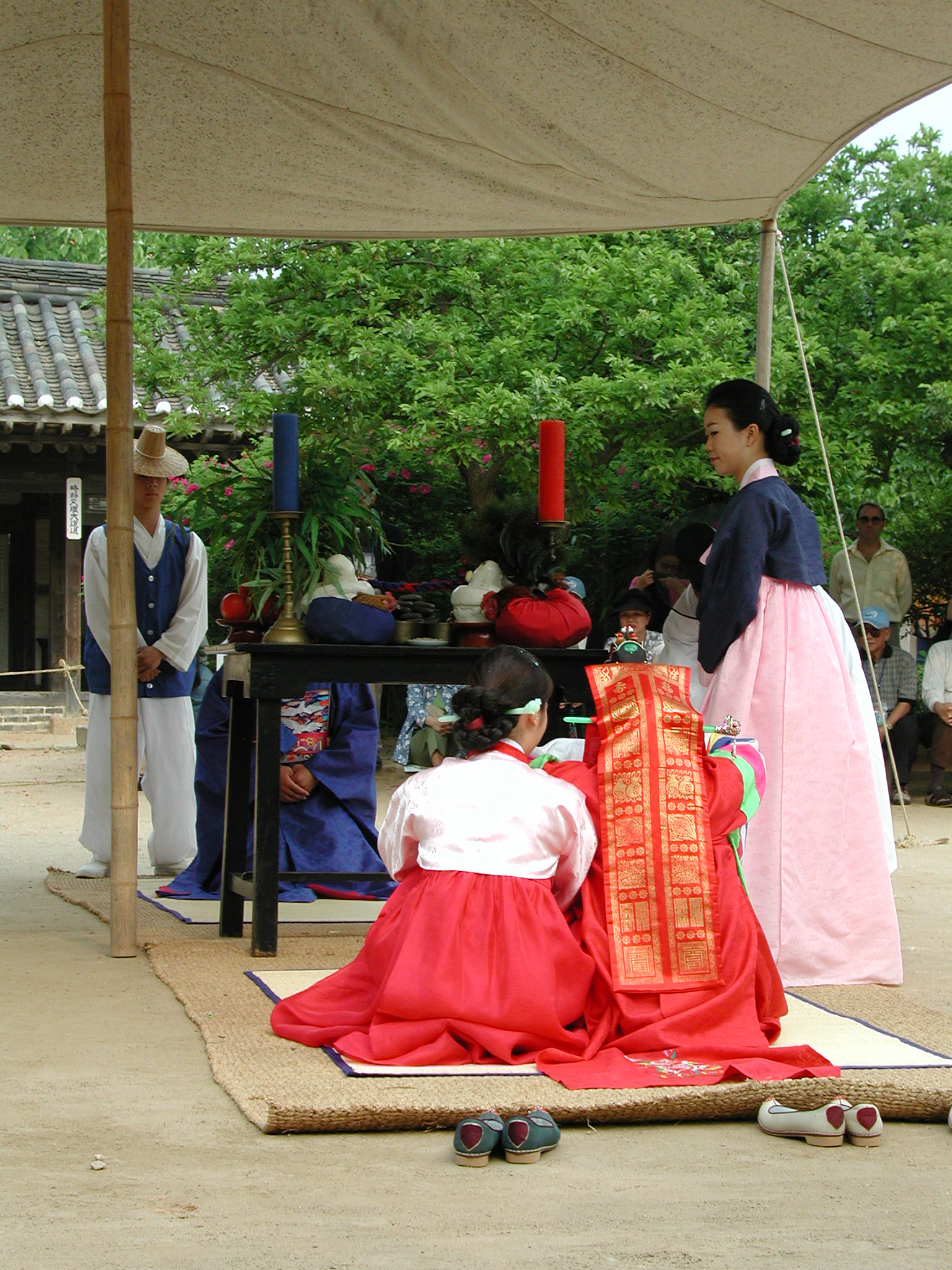